# Ilusão do pato–coelho

"Kaninchen und Ente" ("Coelho e Pato") da publicação de 23 outubro 1892 de Fliegende Blätter

A ilusão do pato–coelho é uma imagem ambígua em que um coelho ou um pato pode ser visto.
A primeira versão conhecida é um desenho sem atribuição da publicação de 23 outubro 1892 de Fliegende Blätter, uma revista de humor alemã. Tinha como legenda "Welche Thiere gleichen einander am meisten?" ("Quais animais são ais parecidos um com o outro?"), com "Kaninchen und Ente" ("Coelho e Pato") escrito embaixo.
Após ser usada pelo psicólogo Jastrow, a imagem tornou-se famosa por Ludwig Wittgenstein, quem a icluiu em suas Investigações Filosóficas como um meio de descrever duas maneiras diferentes de ver: "ver que" versus "ver como".